# Локалізація звуку
Локалізація звуку, бінауральний ефект (лат. bini — два і лат. auris — вухо) — можливість визначати місце розміщення джерела звуку. Бінауральний ефект пояснюється тим, що звук доходить до обох вух неодночасно. Місце джерела звуку відносно голови спостерігача визначається віддаллю до джерела звуку, кутом в горизонтальній площині і кутом у вертикальній площині. Більш точно визначається кут в горизонтальній площині (до 5°). Ця можливість зумовлена чутливістю нервової системи до найменших запізнень, з якими приходять коливання від джерела звуку до правого і лівого вуха. Коли спостерігач стоїть лицем до джерела звуку, то ця віддаль до обох вух однакова, і коливання сприймаються вухами одночасно. Коли ж спостерігач поверне голову, то змінюється віддаль між джерелом звуку, і кожним з вух; в такому випадку звук прийде до одного вуха раніше, ніж до другого
Найменша різниця часу, яку може помітити вухо, дорівнює 3•10—5 секунди. Це дає можливість визначити напрям джерела звуку з великою точністю. Для підвищення точності визначення штучно збільшують віддаль між приймачами звуку (наприклад, так, як це робиться у звукоуловлювачах).